# Carlos "El mocho" Sánchez
Carlos Sánchez, también conocido como Carlos «El mocho» Sánchez (Bogotá, 26 de junio de 1941-Chía, 18 de noviembre de 2005) fue un humorista, libretista y músico colombiano. Su trayectoria humorística y la personificación de los personajes El Inspector Ruanini, El Indio Goterero y Doña Cleofe «formaron parte del crecimiento y evolución de la comedia y la televisión colombiana».

## Biografía
Nació en Bogotá en 1941, en una familia de bajos recursos del barrio La Perseverancia. A pesar de las limitaciones económicas, aprendió a leer y escribir. Estudió hasta cuarto de primaria y durante un tiempo trabajó como embolador, también alternaba este oficio con el de cantante de serenata. Empezó su carrera actoral en el programa humorístico Operación Ja Ja que se originó a finales de la década de 1960. Aquí fue donde se formó como actor humorístico, realizaba retahílas e imitaba a Cantinflas. Trabajó durante un tiempo en Campeones de la Risa y después ingresó al elenco de Sábados felices, donde permaneció por muchos años. Fue en este programa donde hizo célebre la expresión «Bacana tu moto», una frase que fue acuñada en la cultura popular.
Apodado El mocho y el Señor de la risa, fue conocido por sus actuaciones en diversos programas televisivos, también realizó presentaciones en varios países de América Latina, entre ellos, Panamá y Venezuela, además de Estados Unidos, Inglaterra y España. Además de trabajar como humorista, también ejerció como escritor de versos y libretista para el programa Sábados felices. Fue músico durante algún tiempo y compuso varias canciones, además lanzó 7 discos de larga duración.
Sánchez permaneció activo en la actuación por más de 30 años. Falleció en noviembre de 2005 por cáncer de estómago.